# 干铎
干铎（1903年4月10日—1961年8月7日），湖北广济人，中华人民共和国林学家，林学教育家，九三学社中央委员会常务委员。他被认为是发现水杉的第一人